# Bloc d'Esquerra
El Bloc d'Esquerra (en portuguès Bloco de Esquerda), que es declara socialista, nasqué el 1999 a Portugal de la fusió entre tres forces polítiques: la Unió Democràtica Popular (UDP), el Partit Socialista Revolucionari (PSR) i Política XXI. Qualsevol d'elles, en aquella època, era el resultat de processos de crítica amb relació a l'anomenat «comunisme» o «socialisme real». Membre de la IV Internacional, el PSR heretava la tradició trotskista que era una escissió contra l'estalinisme; la UDP ja havia abandonat referències al camp comunista internacional, posicionant-se en ruptura amb totes les experiències de «socialisme real»; i Política XXI havia estat formada per exmilitants del Partit Comunista Portuguès, pels hereus del MDP-CDE i per independents. A la formació del Bloc s'hi afegiren després persones sense afiliació anterior, com per exemple Fernando Rosas (la seva antiga afiliació al PCTP-MRPP havia acabat feia molt temps).
El Bloc va anar creixent. L'acord entre els tres partits va anar donant lloc a una mena d'organització interna democràtica, cada cop més basada en la representació dels adherits i menys en l'acord d'equilibri partidari. Això va anar passant com més creixia el nombre de nous militants; actualment hi deu haver una majoria de militants sense procedència d'aquests tres partits inicials.
El Bloc encara va anar sumant alguns grups i tendències: des de petits grups polítics, com la Ruptura-FER, fins a grups que, sense ser organitzacions polítiques, són grups d'interès constituïts ja dins del Bloc: dones, LGBT, sindicalistes, ecologistes, etc. Les agendes d'aquests grups no sempre són pas d'absoluta coincidència amb la política general del Bloco, i són ben lluny de qualsevol vincle a qualsevol dels partits constituents originals.

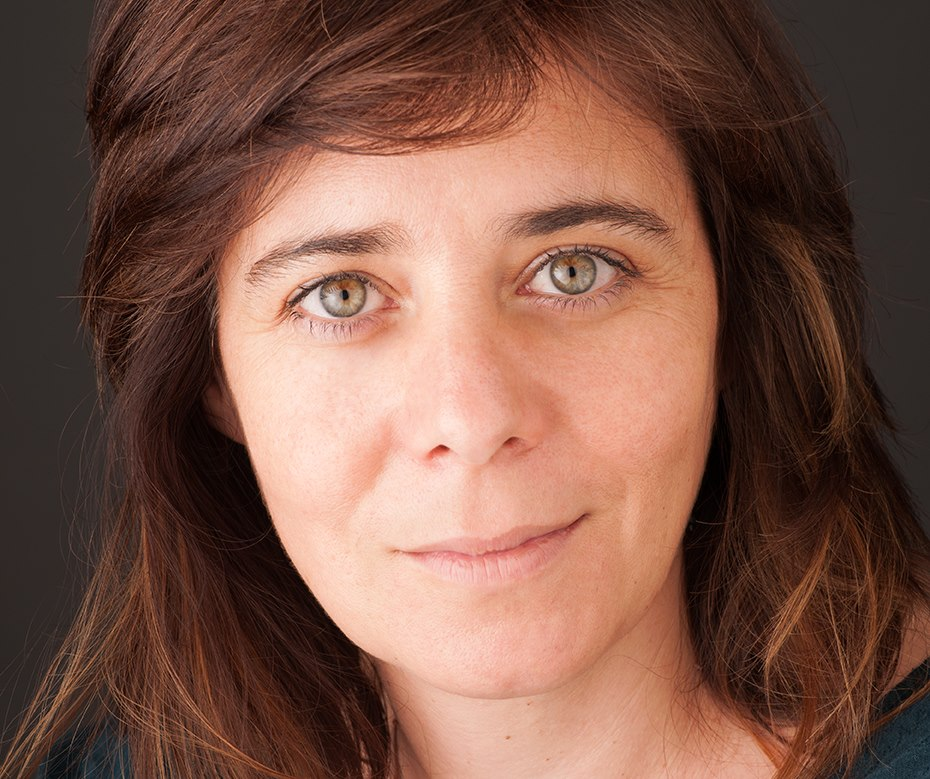
Catarina Martins

Mentrestant, els partits entraren en un procés d'autoextinció. Política XXI es dissolgué i esdevingué una associació de reflexió política que s'expressa en una de les revistes de l'àrea del Bloc d'Esquerra, el Manifesto. El PSR també es dissolgué i es convertí també en una associació que s'expressa amb una altra revista, el Combate. Pel que fa a l'UDP, fou l'última de les organitzacions fundadores que es transformà en associació política, a principis de 2005. També edita una revista, A Comuna.
El Bloc escollí el seu primer diputat europeu, Miguel Portas, el 2004. A les eleccions legislatives portugueses del 20 de febrer de 2005 aconseguí 8 diputats. En la seva IV Convenció Nacional, oficialitzà Francisco Louçã com a líder. Ja l'any 2005, s'aprovaren a l'última convenció un conjunt d'estatuts, que inclouen un codi de conducta i preveuen un quadre de disciplines, que anteriorment no existia. El 2016, després de la X Convenció, Catarina Martins assumí les funcions de Coordinadora del Bloc d'Esquerra.
Arran de les eleccions legislatives de l'any 2015, El Bloc d'Esquerres i el Partit Comunista Portuguès donaren suport al govern del Partit Socialista i del seu primer ministre, António Costa, sense entrar a l'executiu però segellant un programa comú consistent en l'augment del salari mínim, millores per als funcionaris, final de les privatitzacions, pujada de les pensions, mesures contra l'atur i augment de la inversió en salut i educació, entre d'altres.
L'any 2019, el Bloc d'Esquerres defensà l'autodeterminació de Catalunya i la llibertat dels presos polítics al programa electoral de les eleccions generals. La qüestió catalana fou un dels sis punts de l'apartat «Una política externa per a defensar la democràcia», on també proposà una «solució política i pacífica per a Catalunya amb un respecte escrupolós a la voluntat del poble».

## Resultats electorals

### Assemblea de la República
| Any  | Lider            | Vots    | %         | Escons   | +/- | Govern          |
| ---- | ---------------- | ------- | --------- | -------- | --- | --------------- |
| 1999 | Francisco Louçã  | 132,333 | 2.4 (#5)  | 2 / 230  | Nou | Oposició        |
| 2002 | Francisco Louçã  | 153,877 | 2.7 (#5)  | 3 / 230  | 1   | Oposició        |
| 2005 | Francisco Louçã  | 364,971 | 6.4 (#5)  | 8 / 230  | 5   | Oposició        |
| 2009 | Francisco Louçã  | 557,306 | 9.8 (#4)  | 16 / 230 | 8   | Oposició        |
| 2011 | Francisco Louçã  | 288,923 | 5.2 (#5)  | 8 / 230  | 8   | Oposició        |
| 2015 | Catarina Martins | 550,945 | 10.2 (#3) | 19 / 230 | 11  | Oposició (2015) |
| 2015 | Catarina Martins | 550,945 | 10.2 (#3) | 19 / 230 | 11  | Suport          |
| 2019 | Catarina Martins | 498,549 | 9.5 (#3)  | 19 / 230 | =   | Oposició        |
| 2022 | Catarina Martins | 244,603 | 4.4 (#5)  | 5 / 230  | 14  | Oposició        |
| 2024 | Mariana Mortágua | 282,314 | 4.4 (#5)  | 5 / 230  | =   | Oposició        |
| 2025 | Mariana Mortágua | 125,808 | 2.0 (#7)  | 1 / 230  | 4   | Oposició        |

### Parlament Europeu
| Any  | Lider            | Vots    | %         | Escons | +/- |
| ---- | ---------------- | ------- | --------- | ------ | --- |
| 1999 | Miguel Portas    | 61,920  | 1.8 (#5)  | 0 / 25 | Nou |
| 2004 | Miguel Portas    | 167,313 | 4.9 (#4)  | 1 / 24 | 1   |
| 2009 | Miguel Portas    | 382,667 | 10.7 (#3) | 3 / 22 | 2   |
| 2014 | Marisa Matias    | 149,764 | 4.6 (#5)  | 1 / 21 | 2   |
| 2019 | Marisa Matias    | 325,450 | 9.8 (#3)  | 2 / 21 | 1   |
| 2024 | Catarina Martins | 168,012 | 4.26 (#5) | 1 / 21 | 1   |